# Elaphidion conspersum
Elaphidion conspersum är en skalbaggsart som beskrevs av Newman 1841. Elaphidion conspersum ingår i släktet Elaphidion och familjen långhorningar.
Artens utbredningsområde är:
- Bahamas.
- Kuba.
- Haiti.
- Guadeloupe.
- Bonaire.
- Curaçao.

Inga underarter finns listade i Catalogue of Life.